# Le Journal de Françoise
Le Journal de Françoise est un magazine bimensuel fondé en 1902 par Robertine Barry alias Françoise. Il est destiné aux femmes et il traite de sujets tels que la santé, les arts, les lettres, la poésie, la culture et le monde. La publication porte comme slogan « Dire vrai et faire bien » et vise à promouvoir l’instruction laïque ainsi que la protection des personnes vulnérables.

## Création du journal
En créant cette publication, Barry a donné aux femmes l’occasion d’être publiées, ce qui n’était pas courant à l’époque de sa fondation. Françoise a mis sur pied le journal sans aucune source de financement autre que ses propres économies. Prendre le nom Journal de Françoise lui permet de garantir que le monde francophone sache qui a créé le journal car elle a une renommée certaine dans le milieu journalistique franco-canadien à cette époque. Les objectifs du magazine étaient : permettre aux femmes de se créer une culture commune autour du savoir créé par les femmes pour les femmes, le patriotisme, la préservation des traditions, de la culture et de la langue française québécoise. 

## Équipe éditoriale
Plusieurs collaborateurs·rices seront publié.e.s au cours des années dont des journalistes, des notaires, des juges, des médecins et des politiciens. Parmi ces nombreuses personnes, on retrouve la reine de Roumanie écrivant sous son pseudonyme « Carmen Sylva » et la féministe française Juliette Adam, éditrice également d’un journal et opposante du socialiste Proudhon pour la défense des femmes. On retrouve également des canadiennes-françaises reconnues comme Laure Conan, première femme romancière du Canada francophone, ainsi que Marie Gérin-Lajoie. Il est cependant difficile de retracer tous.tes les auteurs.es du journal. Les femmes utilisaient toutes des pseudonymes, et parfois elles signaient sous plusieurs pseudos.  On estime à plus de 500 le nombre de personnes qui auront contribué à l’écriture et la renommée du journal, comme Louis Fréchette, Edmond de Nevers, Olivar Asselin et bien d’autres encore. 

## Contenu
Le journal compte plusieurs rubriques qui ont participé à son succès. Le contenu est diversifié : extraits d’œuvres littéraires, cuisine, jeux d’esprit, convenances, mode, enfants, le coin de Fanchette, courrier des lecteurs, critique littéraire pour amateurs.rices. Robertine voyait à quel point sa sœur Clara-Blanche aimait les enfants et qu’elle s’occupait avec tendresse de ses neveux, elle lui demanda donc de se charger d’une rubrique spéciale La page des enfants que sa sœur écrira sous le pseudonyme « Tante Ninette ». Laure Conan a été une autre des plumes du journal. Elle y publie des nouvelles et est connue dans la littérature québécoise comme étant une des premières femmes écrivaines québécoise. Elle joue avec la critique envers les Canadiens Français de l’époque. “Lady Etiquette” était une autre chronique très appréciée du journal écrite par Laure Lecomte, épouse de Paul-Marc Sauvalle. C’était une chronique sur les codes mondains à adopter selon les circonstances de l’époque. Barry écrit elle aussi plusieurs nouvelles amoureuses qu’elle publie d’abord dans le journal La Patrie et ensuite dans le Journal de Françoise de 1902 à 1909. Ses chroniques sont renommées à travers le Canada et les Etats-Unis dans les communautés francophones avec le « Coin de Fanchette » qui est très apprécié. Ses chroniques parlent avant tout d’amour original avec une pointe de romantisme tout en mêlant un pragmatisme prosaïque. Elle offre donc une vision unique de l’amour au Québec à la fin XIXe début XXe siècle.  

## Féminismes
Plusieurs éléments distincts font du Journal de Françoise une publication féministe. Premièrement, Marie Gérin-Lajoie fera un article fort concernant la revendication pour les femmes d’accéder aux études supérieures. Elle se sert notamment des arguments de Mme Dandurand pour revendiquer le droit des femmes à être éduquées. Si la société argue que les femmes doivent rester à la maison pour éduquer les enfants, afin de donner la meilleure éducation possible il faut d’abord que les femmes soient correctement instruites. Sinon le savoir ne pourra pas se transmettre correctement. Cependant, pour elle, l’argument ultime reste qu’en tant qu’humaine, elle devrait avoir les mêmes droits à l’éducation que tout le monde. Deuxièmement, la publication est féministe dans le sens où elle donne la parole aux femmes sur plusieurs sujets importants, ce qui est rare à l’époque. Finalement, elle discute de thèmes qui font la controverse comme l’amélioration du droit civique des femmes et aborde favorablement la question du droit de vote des femmes au Québec. 

## Controverses et critiques
Les hommes d’Église et les ultramontains seront des adversaires tenaces tout au long de la vie du journal (et de sa vie aussi). Avant même la parution du premier numéro, Barry faisait face à la critique lui affirmant qu’elle y arriverait mieux à créer son journal avec l’aide d’un homme. De plus, plusieurs personnes lui prodiguaient des conseils notamment sur l’écriture des rubriques et les sujets qu’elle devait aborder. Barry ne se cachait pas de dire aux gens que leurs conseils non sollicités n'étaient pas les bienvenus. Ainsi, avant même qu’elle publie la première édition, elle était déjà source de critique et les gens la trouvaient « prétentieuse ». Lorsque les antiféministes s’attaquent à Laure Conan pour son travail, qui fut acclamé par la France d’ailleurs, Robertine se porte directement à la défense de sa consœur, et répond directement à l’ecclésiastique Camille Roy qui se moque de ses écrits. Barry recevait aussi des lettres où on n’hésitait pas à l’appeler monsieur car ses idées choquaient, et « par défi » fini par se couper les cheveux courts comme un homme. Renée Des Ormes explique que plusieurs hommes envoyaient des lettres au journal en mégenrant Barry. Elle prenait toujours le temps de répondre. Voici un exemple de réponse : « Au-dessus des hommes, c’est-à-dire au degré supérieur, il y a... les femmes. Ne l’oubliez plus ! ». Pour le droit de vote, Barry demande à ses lectrices de se prononcer sur leurs positions par deux fois en janvier 1909. Elle reçut beaucoup de réactions négatives en affirmant que la place des femmes n’est pas en politique ou en public. Commentaires émis par des femmes, dont une de ses sœurs Clara-France Barry-Choquet qui pourtant était très progressiste sur le droit des enfants. Elle trouva de l’appui auprès de Eva Circé-Côté, mais la majorité des lectrices n’étaient pas pour. 

## Fin du journal
Le journal de Françoise a vécu pendant sept années sans l’aide d’aucune subvention, ni mécène, ni bailleurs de fonds. On peut même ajouter qu’avec les attaques antiféministes dont elle faisait l’objet, surtout émanant du clergé et des ultramontains qui tachaient sa réputation, ainsi que le fait qu’elle s’occupait majoritairement seule de l’édition, toutes ces causes eurent raison de son dévouement à son journal. Elle conclura son journal de cette manière : « D’autres viendront après moi :  ils feront mieux, mais ils ne seront ni plus sincères, ni plus méritants. » La dernière publication parue le 15 avril 1909. Le coin du feu et le journal de Françoise donneront l’élan à la création plus tard d’autres revues féminines comme La Revue Moderne fondé en 1919 par Anne-Marie Huguenin alias Madeleine, alors journaliste au Journal de Françoise. Cette revue sera la base de création pour la revue actuelle La Châtelaine. Ainsi, on peut penser que son journal participera à l’essor des femmes écrivaines québécoises qui connaitra un véritable engouement vers les années 1920. 

## Ses victoires
Barry se servit de la notoriété de son journal et son ancrage dans la société francophone occidentale pour faire appel à la générosité de ses lecteurs. Elle leur demanda de faire des dons de livres afin de créer des sections entières de livres francophones dans différentes bibliothèques de Montréal. Les lecteurs se prêtèrent au jeu, et des caisses provenant de la France ont été envoyés au Journal de Françoise afin qu’elle les redistribue aux responsables de bibliothèques à Montréal. C’est avec cette initiative que la bibliothèque des dames et jeunes filles de Saint Jean fut créée. Ainsi, Barry recevra en récompense une des « Palmes Académiques » de la France pour son dévouement à la culture française en 1904. Cette même année fut l'accomplissement d’un autre grand projet pour Robertine Barry, c’est la création du premier Canadian Women’s Press Club. Margaret Graham réunira un groupe de 16 femmes journalistes pour se rendre à l’exposition universelle de Saint Louis. Les longues heures en train pour s’y rendre seront propices au partage d’idées, ce qui amena le groupe de femmes à la création de la première association féminine canadienne journaliste. Robertine Barry sera la vice-présidente de l’association. Puis en 1908, Barry avec Joséphine Marchand-Durandand et Marie Gérin-Lajoie réussirent grâce à l’appui de Sainte Anne-Marie à ouvrir une école d’enseignement supérieur pour les femmes. Bruchési les soutient car il ne souhaite pas qu’Eva Circé-Côté et Gaëtane de Montreuil ouvrent leur propre établissement. Elles sont perçues comme trop libre-penseuses et appartiennent à la franc-maçonnerie. L’école sera cependant affiliée à l’université Laval. Lors de l’ouverture, le chanoine Gaspard Dauth fait un discours empreint de misogynie. Barry s’amusera à garder juste la partie du discours où il se montre favorable à l’éducation des filles.